# Salade niçoise

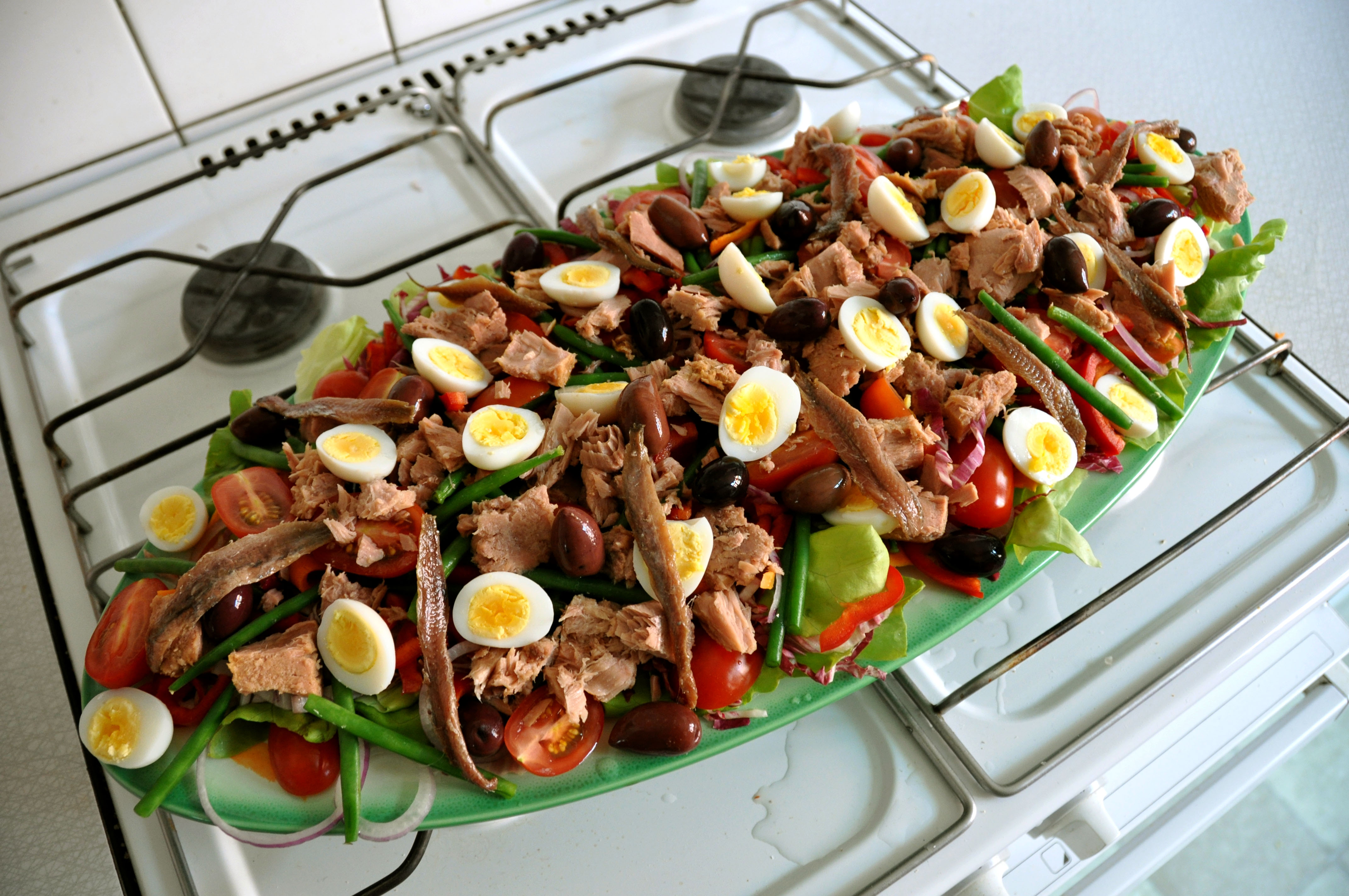
Salade niçoise, niceský salát

Salade niçoise (výslovnost [salád nisuáz]), česky niceský salát, je salát z čerstvé zeleniny pocházející z francouzského města Nice, podle něhož dostal název (používaný také v italské podobě jako insalata nizzarda).
Základní recept, který uvádí Auguste Escoffier již roku 1903, se skládá z nakrájených rajčat, okurek, paprik, cibule a česneku, celých černých oliv (pokud možno místní odrůdy Cailletier), ančoviček a dílků natvrdo uvařených vajec. Suroviny se promíchají, osolí, opepří a servírují se na lůžku z listů římského salátu, pokapané vinným octem a olivovým olejem. Může se přidat také ředkvička, srdíčka artyčoků, boby, řapíkatý celer, bazalka pravá, rozmarýn lékařský nebo kousky narychlo opečeného tuňáka. Salát se zapíjí provensálským vínem, ideálně růžovým z obce Bandol. Oblíbeným pouličním občerstvením v Nice je pan bagnat, rozkrojená houska zvlhčená olejem a naplněná tímto salátem. 
Recept se z Azurového pobřeží rozšířil do světa a doznal celou řadu lokálních obměn, především Julia Childová ho přizpůsobila americkému vkusu. Původně se měl salát připravovat pouze ze syrové zeleniny, postupně se však začal vylepšovat vařenými bramborami, rýží, podušenými zelenými fazolovými lusky, kapary, majonézou nebo dijonskou hořčicí, tuňák i olivy se při nedostatku čerstvých surovin používají konzervované.  